# Phymaspermum scoparium
Phymaspermum scoparium es una especie de planta floral del género Phymaspermum, tribu Anthemideae, familia Asteraceae. Fue descrita científicamente por (DC.) Källersjö.
Se distribuye por la provincia del Cabo.